# Lijst van voetbalinterlands Ierland - Servië
Deze lijst van voetbalinterlands is een overzicht van alle officiële voetbalwedstrijden tussen de nationale teams van Ierland en Servië. De landen speelden tot op heden zeven keer tegen elkaar. De eerste ontmoeting, een vriendschappelijke wedstrijd, werd gespeeld in Dublin op 24 mei 2008. Het laatste duel, een kwalificatiewedstrijd voor het Wereldkampioenschap voetbal 2022, vond plaats op 7 september 2021 in Dublin.

## Wedstrijden
| № | Plaats   | Datum            | Competitie           | Wedstrijd        | Uitslag |
| - | -------- | ---------------- | -------------------- | ---------------- | ------- |
| 1 | Dublin   | 24 mei 2008      | Vriendschappelijk    | Ierland – Servië | 1 – 1   |
| 2 | Belgrado | 15 augustus 2012 | Vriendschappelijk    | Servië – Ierland | 0 – 0   |
| 3 | Dublin   | 5 maart 2014     | Vriendschappelijk    | Ierland – Servië | 1 – 2   |
| 4 | Belgrado | 5 september 2016 | WK 2018 kwalificatie | Servië – Ierland | 2 – 2   |
| 5 | Dublin   | 5 september 2017 | WK 2018 kwalificatie | Ierland – Servië | 0 – 1   |
| 6 | Belgrado | 24 maart 2021    | WK 2022 kwalificatie | Servië – Ierland | 3 − 2   |
| 7 | Dublin   | 7 september 2021 | WK 2022 kwalificatie | Ierland – Servië | 1 − 1   |

## Samenvatting
| Competitie        | Totaal gespeeld | Winst Ierland | Gelijk | Winst Servië | Doelsaldo Ierland – Servië |
| ----------------- | --------------- | ------------- | ------ | ------------ | -------------------------- |
| WK-kwalificatie   | 4               | 0             | 2      | 2            | 5 − 7                      |
| Vriendschappelijk | 3               | 0             | 2      | 1            | 2 − 3                      |
| Totaal            | 7               | 0             | 4      | 3            | 7 − 10                     |

## Details

### Eerste ontmoeting
| Vriendschappelijk (Dublin, Ierland, 24 mei 2008): |       |                    |
| Ierland                                           | 1 – 1 | Servië             |
| Andy Keogh 90'                                    | goals | 75' Marko Pantelić |

### Tweede ontmoeting
| Vriendschappelijk (Belgrado, Servië, 15 augustus 2012): |       |         |
| Servië                                                  | 0 – 0 | Ierland |
|                                                         | goals |         |

### Derde ontmoeting
| Vriendschappelijk (Dublin, Ierland, 5 maart 2014):    |       |                                              |
| Ierland                                               | 1 – 2 | Servië                                       |
| Shane Long 8'                                         | goals | 48' (e.d.) James McCarthy 60' Filip Đorđević |
| - Debuut van Nemanja Gudelj (AZ Alkmaar) voor Servië. |       |                                              |

### Vierde ontmoeting
| WK-kwalificatie (Belgrado, Servië, 5 september 2016): |       |                                   |
| Servië                                                | 2 – 2 | Ierland                           |
| Filip Kostić 62' Dušan Tadić 69' (pen.)               | goals | 3' Jeff Hendrick 80' Daryl Murphy |

### Vijfde ontmoeting
| WK-kwalificatie (Dublin, Ierland, 5 september 2017): |              |                        |
| Ierland                                              | 0 – 1        | Servië                 |
|                                                      | goals        | 55' Aleksandar Kolarov |
|                                                      | rode kaarten | 68' Nikola Maksimović  |

### Zesde ontmoeting
| WK-kwalificatie (Belgrado, Servië, 24 maart 2021):                                     |       |                                   |
| Servië                                                                                 | 3 – 2 | Ierland                           |
| Dušan Vlahović 40' Aleksandar Mitrović 69' Aleksandar Mitrović 75'                     | goals | 18' Alan Browne 86' James Collins |
| - Debuut van Milan Gajić (Rode Ster Belgrado) en Uroš Račić (Valencia CF) voor Servië. |       |                                   |